# Gruppo di Lorentz
In matematica e fisica il gruppo di Lorentz è un gruppo costituito dall'insieme di tutte le trasformazioni di Lorentz. Si tratta di un sottogruppo del gruppo di Poincaré, il quale include anche le traslazioni del sistema di riferimento. Prende il nome dal fisico olandese Hendrik Lorentz.
Il gruppo di Lorentz è lo sfondo in cui vengono trattati tutti i fenomeni classici e quantistici (a parte quelli gravitazionali).
Ad esempio le seguenti leggi, equazioni e teorie rispettano la simmetria di Lorentz:
- Le leggi cinematiche della relatività ristretta
- Le equazioni di Maxwell nella teoria dell'elettromagnetismo
- L'equazione di Dirac nella teoria dell'elettrone
- Il modello standard della fisica delle particelle

Il gruppo di Lorentz esprime la simmetria fondamentale dello spazio e del tempo per tutte le leggi della natura. Nella fisica della relatività generale, nei casi che coinvolgono regioni di spaziotempo abbastanza piccole dove le variazioni gravitazionali sono trascurabili, le leggi fisiche sono invarianti di Lorentz nello stesso modo in cui lo sono le leggi della relatività ristretta.
Il gruppo di Lorentz è pertanto estremamente importante in fisica, e così è lo studio delle sue rappresentazioni.

## Definizione
Il gruppo di Poincaré è il gruppo formato dalle isometrie dello spazio di Minkowski, ovvero l'insieme di trasformazioni che lasciano invariato l'intervallo:
{\displaystyle ds^{2}(x,y)=(x_{0}-y_{0})^{2}-(x_{1}-y_{1})^{2}-(x_{2}-y_{2})^{2}-(x_{3}-y_{3})^{2}}
Il gruppo di Lorentz è definito come il gruppo ortogonale generalizzato O(1,3), ovvero il gruppo di Lie che su {\displaystyle \mathbb {R} ^{4}} conserva la forma quadratica:
{\displaystyle ds^{2}=c^{2}dt^{2}-dx^{2}-dy^{2}-dz^{2}\ }
Il gruppo di Lorentz è pertanto il sottogruppo del gruppo di Poincarè formato dalle isometrie che lasciano l'origine del sistema di riferimento fissata. Per tale motivo è anche detto gruppo di Lorentz omogeneo, mentre il gruppo di Poincarè è talvolta detto gruppo di Lorentz non omogeneo.
Le quantità che si conservano in seguito alle trasformazioni del gruppo di Lorentz sono dette covarianti. Le equazioni che descrivono i fenomeni naturali sono covarianti.

## Trasformazioni di Lorentz
Nella configurazione detta configurazione standard si assume che {\displaystyle S'} abbia i tre assi spaziali paralleli a quelli di {\displaystyle S}, che il sistema {\displaystyle S'} si muova con velocità {\displaystyle \mathbf {v} } lungo l'asse {\displaystyle x} di {\displaystyle S} e che le origini dei due sistemi di riferimento coincidano per {\displaystyle t'=t=0}. In tale contesto le trasformazioni di Lorentz assumono la forma:
{\displaystyle {\begin{cases}t'=\gamma \left(t-{\frac {v}{c^{2}}}x\right)\\x'=\gamma \left(x-vt\right)\\y'=y\\z'=z\end{cases}}}
dove:
{\displaystyle \gamma ={\frac {1}{\sqrt {1-{\frac {v^{2}}{c^{2}}}}}}}
è chiamato fattore di Lorentz, mentre {\displaystyle c} è la velocità della luce nel vuoto. Introducendo il quadrivettore:
{\displaystyle x^{\mu }={\begin{bmatrix}ct\\x\\y\\z\end{bmatrix}}}
le quattro equazioni riportate sopra possono essere espresse attraverso una relazione matriciale:
{\displaystyle x'^{\lambda }=\Lambda ^{\lambda }{}_{\mu }x^{\mu }}
dove {\displaystyle \Lambda } è la matrice di trasformazione relativa alle trasformazioni in configurazione standard lungo {\displaystyle x}:
{\displaystyle {\begin{bmatrix}ct'\\x'\\y'\\z'\end{bmatrix}}={\begin{bmatrix}\gamma &-{\frac {v}{c}}\gamma &0&0\\-{\frac {v}{c}}\gamma &\gamma &0&0\\0&0&1&0\\0&0&0&1\\\end{bmatrix}}{\begin{bmatrix}ct\\x\\y\\z\end{bmatrix}}}
Per {\displaystyle \Lambda }, come dimostrato nel successivo paragrafo, valgono le seguenti condizioni:
{\displaystyle {\begin{cases}\det(\Lambda ^{b}{}_{b})=\pm 1\\|\Lambda ^{0}{}_{0}|\geq 1\end{cases}}}
Le trasformazioni {\displaystyle \Lambda } con {\displaystyle \det(\Lambda ^{a}{}_{b})\,=+1} appartengono al gruppo proprio di Lorentz, che è formato dai boosts (trasformazioni fra due sistemi inerziali in moto relativo) e dalle rotazioni spaziali, mentre quelle con {\displaystyle \det(\Lambda ^{a}{}_{b})\,=-1} sono dette trasformazioni improprie di Lorentz, e non formano un gruppo. Queste ultime includono riflessioni spaziali e/o temporali tali da alterare la parità del sistema dei quattro assi di riferimento. Nel programma di Erlangen, lo spazio di Minkowski può essere visto come la geometria definita dal gruppo di Poincaré che combina le trasformazioni di Lorentz con le traslazioni.

## Struttura del gruppo
Una trasformazione di coordinate spazio-temporali {\displaystyle (ct,x,y,z)=(x_{0},x_{1},x_{2},x_{3})} che lasci invariato l'intervallo:
{\displaystyle ds^{2}(x,y)=(x_{0}-y_{0})^{2}-(x_{1}-y_{1})^{2}-(x_{2}-y_{2})^{2}-(x_{3}-y_{3})^{2}}
è detta trasformazione di Lorentz. Ponendo {\displaystyle (y_{0},y_{1},y_{2},y_{3})=(0,0,0,0)} si ha che una trasformazione di Lorentz lascia invariata la forma:
{\displaystyle s^{2}(x,0)=x_{0}^{2}-x_{1}^{2}-x_{2}^{2}-x_{3}^{2}}
Se si definisce:
{\displaystyle x^{\mu }\equiv (x_{0},x_{1},x_{2},x_{3})=(x_{0},{\overrightarrow {x}})}
e:
{\displaystyle x_{\mu }\equiv (x_{0},-x_{1},-x_{2},-x_{3})=(x_{0},-{\overrightarrow {x}})}
si ha che {\displaystyle s^{2}(x,0)=x^{\mu }x_{\mu }}. Si definisce inoltre una matrice a 4 righe e 4 colonne {\displaystyle \eta } tale che {\displaystyle x^{\mu }=\eta ^{\mu \nu }x_{\nu }} (utilizzando la convenzione di somma sugli indici ripetuti: quando in un termine sono presenti due indici uguali è sottintesa una somma su tutti i possibili valori degli indici, in questo caso {\displaystyle \mu ,\nu =0,1,2,3}). {\displaystyle \eta } è il tensore metrico dello spazio di Minkowski e vale: 
{\displaystyle \eta ={\begin{pmatrix}1&0&0&0\\0&-1&0&0\\0&0&-1&0\\0&0&0&-1\\\end{pmatrix}}}
Sia allora {\displaystyle \Lambda } una trasformazione di coordinate nello spazio-tempo {\displaystyle x^{\mu }\rightarrow x'^{\mu }}. {\displaystyle \Lambda } sarà tale per cui {\displaystyle x^{\mu }x_{\mu }=x'^{\mu }x'_{\mu }}. {\displaystyle x'^{\mu }} è legato ad {\displaystyle x^{\mu }} dalla relazione matriciale {\displaystyle x'=\Lambda x} che in componenti viene scritta come {\displaystyle x'^{\mu }={\Lambda ^{\mu }}_{\nu }x^{\nu }}. Non resta allora che imporre che valga {\displaystyle x^{\mu }x_{\mu }=x'^{\mu }x'_{\mu }} e ricavare le condizioni su {\displaystyle \Lambda } affinché {\displaystyle \Lambda } appartenga al gruppo delle trasformazioni di Lorentz:
{\displaystyle x^{\mu }x_{\mu }=x'^{\mu }x'_{\mu }=\underbrace {{\Lambda ^{\mu }}_{\nu }x^{\nu }} _{x'^{\mu }}\overbrace {\eta _{\mu \delta }\underbrace {{\Lambda ^{\delta }}_{\rho }\underbrace {\eta ^{\rho \sigma }x_{\sigma }} _{x^{\rho }}} _{x'^{\delta }}} ^{x'_{\mu }}={\Lambda ^{\mu }}_{\nu }\eta _{\mu \delta }{\Lambda ^{\delta }}_{\rho }\eta ^{\rho \sigma }x^{\nu }x_{\sigma }}
Risulta evidente che il primo e l'ultimo termine non saranno uguali per una generica scelta di {\displaystyle \Lambda }. Infatti, affinché l'uguaglianza risulti verificata si deve richiedere che la matrice:
{\displaystyle {\Lambda ^{\mu }}_{\nu }\eta _{\mu \delta }{\Lambda ^{\delta }}_{\rho }\eta ^{\rho \sigma }} (dove si può notare che {\displaystyle \nu ,\sigma } sono indici liberi) corrisponda alla matrice identità in 4D {\displaystyle I_{4}=\delta _{\nu \sigma }} dove {\displaystyle \delta _{\nu \sigma }} è la Delta di Kronecker. Tornando a scrivere le relazioni in forma matriciale, e notando che il termine {\displaystyle {\Lambda ^{\mu }}_{\nu }(\eta _{\mu \delta }{\Lambda ^{\delta }}_{\rho }\eta ^{\rho \sigma })} corrisponde ad un prodotto colonna per colonna e quindi bisogna prendere la trasposta di {\displaystyle \Lambda }, si nota che {\displaystyle \eta ^{-1}=\eta } e diviene in questo modo chiara la condizione su {\displaystyle \Lambda }:
{\displaystyle \Lambda ^{tr}\eta \Lambda \eta =I_{4}\qquad \Lambda ^{tr}\eta \Lambda =\eta }
Questa ultima forma, dunque, fornisce la definizione di trasformazione di Lorentz. Ricordando la regola del prodotto dei determinanti: {\displaystyle \det(A)\det(B)=\det(AB)}, si ricava (notare che {\displaystyle \det(\Lambda ^{tr})=\det(\Lambda )}) dalla definizione di {\displaystyle \Lambda } che {\displaystyle \det(\Lambda )^{2}=1\rightarrow \det(\Lambda )=\pm 1}. È giusto sottolineare che {\displaystyle \det(\Lambda )=\pm 1} è una condizione necessaria, ma non sufficiente: esistono matrici a determinante {\displaystyle \pm 1} che non appartengono al gruppo di Lorentz.
Si è quindi definito il gruppo delle trasformazioni di Lorentz, ma non si è verificato che le matrici {\displaystyle \Lambda } formino effettivamente un gruppo. Si deve verificare l'esistenza dell'identità, dell'inverso, dell'associatività della composizione degli elementi del gruppo e il fatto che la composizione di elementi non faccia uscire fuori dal gruppo. L'associatività è immediatamente verificata dal fatto che la composizione tra gli elementi del gruppo è l'usuale prodotto tra matrici (che è associativo). L'identità del gruppo è {\displaystyle I_{4}} che appartiene al gruppo perché {\displaystyle \Lambda =I_{4}} soddisfa alla definizione delle trasformazioni {\displaystyle \Lambda }. L'esistenza della trasformazione inversa {\displaystyle \Lambda ^{-1}} è assicurata dal fatto che {\displaystyle \det(\Lambda )\neq 0}. Rimane quindi da verificare che, se {\displaystyle \Lambda _{1},\Lambda _{2}} sono due trasformazioni di Lorentz, anche la composizione {\displaystyle \Lambda _{1}\Lambda _{2}} è a sua volta una trasformazione di Lorentz. Si deve cioè calcolare:
{\displaystyle (\Lambda _{1}\Lambda _{2})^{tr}\eta \Lambda _{1}\Lambda _{2}=\Lambda _{2}^{tr}\Lambda _{1}^{tr}\eta \Lambda _{1}\Lambda _{2}=\Lambda _{2}^{tr}\eta \Lambda _{2}=\eta }
e quindi è verificato che {\displaystyle \Lambda _{1}\Lambda _{2}} è ancora una trasformazione di Lorentz.

### Componenti del gruppo O(1,3)
Si supponga di avere una funzione continua che associa ai reali certe trasformazioni di Lorentz: {\displaystyle \phi :t\in [0,1]\rightarrow \Lambda (t)\in O(1,3)} con l'accortezza di avere {\displaystyle \Lambda (0)=I_{4}}. Si vede come con solo questi strumenti non sia possibile raggiungere tutti gli elementi di {\displaystyle O(1,3)}, ovvero non per tutte le trasformazioni di Lorentz esiste un cammino interamente contenuto all'interno del gruppo tale che abbia come punto di partenza l'identità e che sia continuo (e quindi, in altre parole, non presenti discontinuità). Si nota infatti che {\displaystyle \det(\Lambda (t))=\pm 1}: ciò vuol dire che {\displaystyle \det(\Lambda (0))=\det(I_{4})=1} ed essendo il determinante una forma multilineare continua (in parole povere: piccole variazioni degli elementi di matrice producono piccole variazioni del determinante), non riusciremo mai ad inventarci un percorso tale che {\displaystyle \det(\Lambda (1))=-1}. Pertanto le trasformazioni di Lorentz con determinante negativo non possono essere connesse all'identità. Esse vengono dette trasformazioni improprie, al contrario di quelle proprie per le quali si ha {\displaystyle \det(\Lambda )=1}. Le trasformazioni improprie, da sole, non formano un gruppo in quanto mancano dell'identità. Le trasformazioni di Lorentz proprie, al contrario formano il gruppo {\displaystyle SO(1,3)} dove "S" sta per l'inglese "special", ovvero a determinante 1.
Si consideri allora il gruppo {\displaystyle SO(1,3)} e {\displaystyle \Lambda \in SO(1,3)}. Essendo {\displaystyle SO(1,3)} un sottogruppo di {\displaystyle O(1,3)} si avrà che: {\displaystyle \Lambda ^{tr}\eta \Lambda =\eta }. È conveniente riscrivere questa relazione in componenti: {\displaystyle {\Lambda _{\nu }}^{\mu }\eta _{\mu \rho }{\Lambda ^{\rho }}_{\sigma }=\eta _{\nu \sigma }}. Calcolando ora esplicitamente l'elemento {\displaystyle \nu =\sigma =0}, risulta: {\displaystyle {\Lambda _{0}}^{\mu }\eta _{\mu \rho }{\Lambda ^{\rho }}_{0}=\eta _{00}=1}. Il tensore {\displaystyle \eta _{\mu \rho }} è nullo se {\displaystyle \mu \neq \rho } e quindi si ha (gli indici sono scritti in basso per non confonderli con l'elevamento a potenza):
{\displaystyle \Lambda _{00}^{2}-(\Lambda _{01}^{2}+\Lambda _{02}^{2}+\Lambda _{03}^{2})=1\rightarrow \Lambda _{00}^{2}=1+(\Lambda _{01}^{2}+\Lambda _{02}^{2}+\Lambda _{03}^{2})}
da cui:
{\displaystyle \Lambda _{00}=\pm {\sqrt {1+(\Lambda _{01}^{2}+\Lambda _{02}^{2}+\Lambda _{03}^{2})}}}
il che implica che l'elemento {\displaystyle \Lambda _{00}} non può assumere valori compresi nell'intervallo (aperto) {\displaystyle (-1,1)}. Allora non possono esistere cammini continui che connettano l'identità (infatti {\displaystyle (I_{4})_{00}=1}) con trasformazioni di Lorentz che hanno {\displaystyle \Lambda _{00}}  minore di {\displaystyle -1}. Pertanto {\displaystyle SO(1,3)} non è connesso, ma ha un sottogruppo {\displaystyle SO(1,3)_{I}}, che oltre ad avere determinante 1 è formato da matrici {\displaystyle \Lambda } che abbiano componente {\displaystyle \Lambda _{00}} maggiore o uguale ad 1. La condizione {\displaystyle \det(\Lambda )=1} non è sufficiente ad isolare la componente connessa del gruppo di Lorentz. 
Indicando con {\displaystyle {\tilde {\Lambda }}} un generico elemento di {\displaystyle SO(1,3)_{I}} e definendo 2 matrici nel seguente modo:
{\displaystyle {\mathcal {P}}={\begin{pmatrix}1&0&0&0\\0&-1&0&0\\0&0&-1&0\\0&0&0&-1\\\end{pmatrix}}} e {\displaystyle {\mathcal {T}}={\begin{pmatrix}-1&0&0&0\\0&1&0&0\\0&0&1&0\\0&0&0&1\\\end{pmatrix}}}
con {\displaystyle {\mathcal {P}}^{2}={\mathcal {T}}^{2}=({\mathcal {PT}})^{2}=I_{4}} e {\displaystyle {\mathcal {PT}}=-I_{4}}, non è difficile verificare, al limite per forza bruta, che l'insieme formato dalle matrici {\displaystyle \{I_{4},{\mathcal {P}},{\mathcal {T}},{\mathcal {PT}}\}} formano un gruppo abeliano denominato {\displaystyle Z_{2}\times Z_{2}}. Si ha che {\displaystyle Z_{2}\times Z_{2}} è il gruppo quoziente:
{\displaystyle {\dfrac {O(1,3)}{SO(1,3)_{I}}}=Z_{2}\times Z_{2}}
Ciò significa che una generica {\displaystyle \Lambda \in O(1,3)} può essere decomposta in uno di questi quattro modi:
{\displaystyle \Lambda ={\begin{cases}{\tilde {\Lambda }}\\{\mathcal {P}}{\tilde {\Lambda }}\\{\mathcal {T}}{\tilde {\Lambda }}\\({\mathcal {PT}}){\tilde {\Lambda }}\end{cases}}}
Le trasformazioni di Lorentz che preservano la linea temporale sono dette ortocrone. Le trasformazioni contenute in {\displaystyle SO(1,3)_{I}} sono pertanto ortocrone.

## Algebra di O(1,3)
L'algebra di un gruppo di matrici di Lie è lo spazio vettoriale delle matrici {\displaystyle X} tali che {\displaystyle e^{tX}\in G} per ogni {\displaystyle t\in \mathbb {R} }. Per trovare quindi una base per l'algebra del gruppo di Lorentz si impone {\displaystyle \Lambda (t)=e^{tX}\in O(1,3)} per ogni {\displaystyle t\in \mathbb {R} }. Si scrive la definizione di trasformazione di Lorentz nel seguente modo:
{\displaystyle \Lambda ^{tr}\eta \Lambda =\eta \rightarrow \eta \Lambda ^{tr}\eta =\Lambda ^{-1}}
da cui, se {\displaystyle \Lambda (t)\in O(1,3)} per ogni {\displaystyle t\in \mathbb {R} }, si ha:
{\displaystyle \eta (e^{tX})^{tr}\eta =(e^{tX})^{-1}\qquad e^{t\eta X^{tr}\eta }=e^{-tX}}
Da cui si evince che condizione sufficiente è {\displaystyle \eta X^{tr}\eta =-X}, ma è anche necessaria in quanto se la si suppone vera per ogni valore della variabile {\displaystyle t}, allora differenziando in 0 si arriva alla medesima relazione. Con questa condizione su {\displaystyle X}, {\displaystyle e^{tX}=\Lambda (t)} è un cammino continuo connesso all'identità interamente contenuto nel gruppo di Lorentz. In particolare, allora, {\displaystyle \Lambda (t)\in SO(1,3)_{I}} per tutti gli elementi dell'algebra di Lorentz. Dalla relazione che definisce {\displaystyle X} scritta in componenti:
{\displaystyle \eta _{\sigma \rho }X_{\mu \rho }\eta _{\mu \nu }=-X_{\sigma \nu }}
Si nota che la matrice {\displaystyle X} ha gli elementi sulla diagonale {\displaystyle (\sigma =\nu )} nulli; inoltre per gli elementi con {\displaystyle \sigma ,\nu } entrambi maggiori o uguali ad 1 si ha che {\displaystyle X_{\sigma \nu }=-X_{\sigma \nu }}, mentre per gli elementi sulla prima riga o sulla prima colonna si verifica che {\displaystyle X_{\sigma \nu }=X_{\sigma \nu }}. Una base per questo tipo di matrici è:
{\displaystyle J_{1}={\begin{pmatrix}0&0&0&0\\0&0&1&0\\0&-1&0&0\\0&0&0&0\\\end{pmatrix}}\qquad J_{2}={\begin{pmatrix}0&0&0&0\\0&0&0&1\\0&0&0&0\\0&-1&0&0\\\end{pmatrix}}\qquad J_{3}={\begin{pmatrix}0&0&0&0\\0&0&0&0\\0&0&0&1\\0&0&-1&0\\\end{pmatrix}}}
{\displaystyle K_{1}={\begin{pmatrix}0&1&0&0\\1&0&0&0\\0&0&0&0\\0&0&0&0\\\end{pmatrix}}\qquad K_{2}={\begin{pmatrix}0&0&1&0\\0&0&0&0\\1&0&0&0\\0&0&0&0\\\end{pmatrix}}\qquad K_{3}={\begin{pmatrix}0&0&0&1\\0&0&0&0\\0&0&0&0\\1&0&0&0\\\end{pmatrix}}}
E si verificano le seguenti relazioni di commutazione:
{\displaystyle [J_{i},J_{j}]=\epsilon _{ijk}J_{k}\qquad [K_{i},K_{j}]=\epsilon _{ijk}J_{k}\qquad [J_{i},K_{j}]=-\epsilon _{ijk}K_{k}}
dove {\displaystyle \epsilon _{ijk}} è il simbolo di Levi-Civita. Si nota che le matrici {\displaystyle K_{i}} non formano un'algebra chiusa per l'operazione {\displaystyle [\cdot ,\cdot ]}.